# PEDOT:PSS

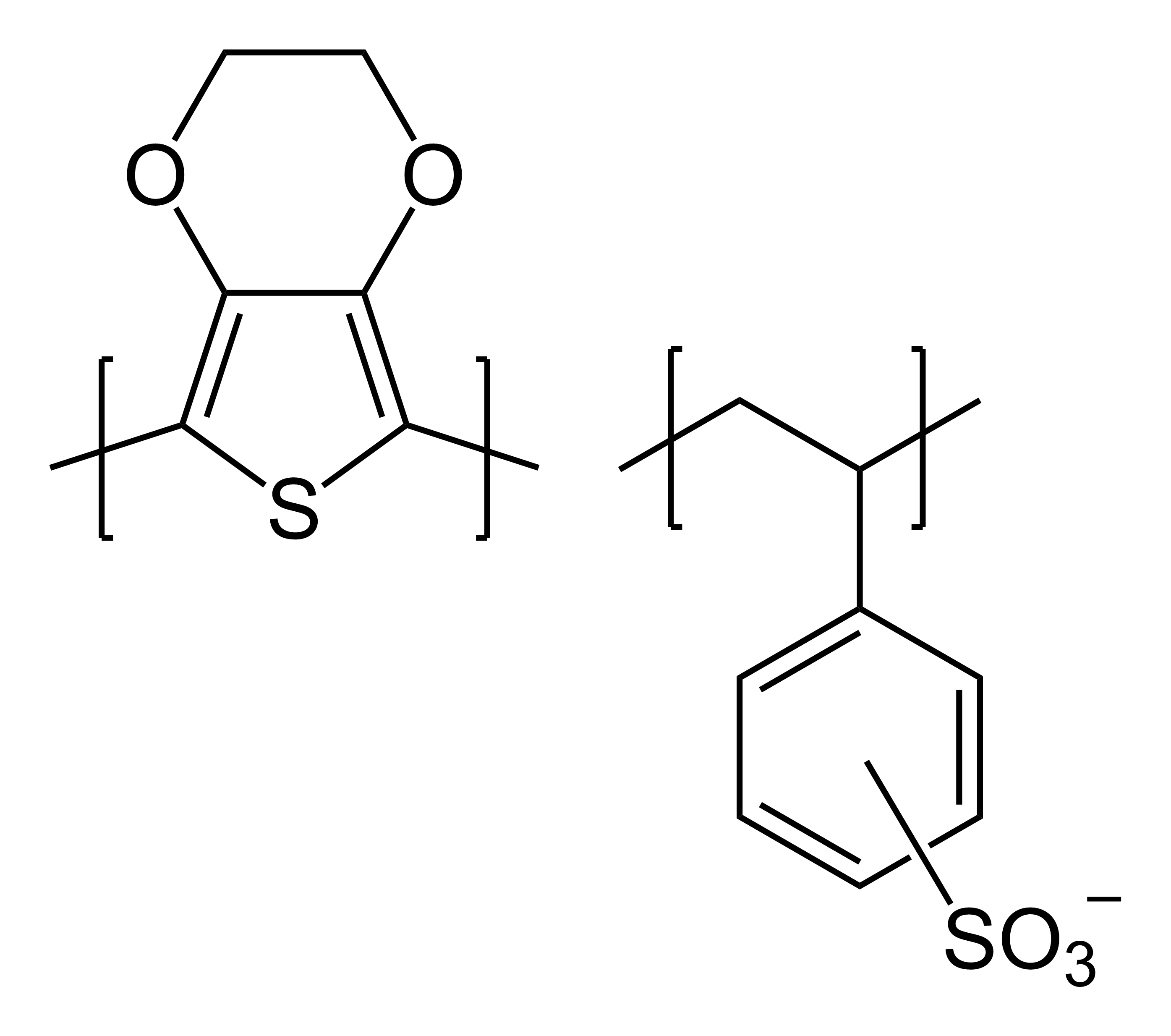
PEDOT-PSS

El PEDOT:PSS o Poli(3,4-etilendioxitiofeno)-poli(estireno sulfonato) (ver imagen) es un polímero resultante de la mezcla de dos ionómeros. Uno de los componentes de su mezcla está hecho de sulfonato de poliestireno de sodio, que es un poliestireno sulfonado. El otro componente es el poli(3,4-etilenodioxitiofeno) o PEDOT, un polímero conjugado capaz de cargarse positivamente que está basado en el politiofeno. Juntas, estas macromoléculas cargadas forman una sal macromolecular.

## Usos industriales
El PEDOT:PSS es utilizado frecuentemente en la industria y se presenta bajo la forma de un polímero transparente, conductivo y altamente dúctil. Por ejemplo, es utilizado como agente anti-electrostático de recubrimiento en los rollos de película cinematográfica (evitando las descargas electrostáticas, independientemente de la humedad) y también para proteger componentes electrónicos.  
Su conductividad puede ser aumentada de varios órdenes de magnitud mediante la adición de compuestos orgánicos, incluyendo solventes de alto punto de ebullición como metilpirrolidonas, sulfóxidos de dimetilo, sorbitol, líquidos iónicos y sustancias tensioactivas.  Esto permite que pueda ser usado como electrodo transparente, en aplicaciones como pantallas táctiles, LEDs orgánicos y papel electrónico. En ellas, se intenta evitar el uso de metales raros, que forman parte de compuestos como el óxido de indio y estaño (ITO, por sus siglas en inglés), y así reducir la dependencia de la industria tecnológica de estos elementos difíciles de extraer.
La conductividad del PEDOT:PSS también puede ser mejorada significativamente mediante un post-tratamiento con varios compuestos, como el etilenglicol, dimetilsulfóxido, sales, zwitteriones, cosolventes, ácidos, dioles geminales, y compuestos fluorados anfifílicos. Esta conductividad es similar a la del ITO, y puede triplicar la del ITO si se incluye una red de nanotubos de carbono y de nanohilos de plata en el interior del material.
La aplicación del PEDOT:PSS se realiza habitualmente como una dispersión de partículas de gel en una emulsión de agua. Para obtener superficies conductivas sobre el cristal, se extiende una capa mediante la técnica del spin coating y luego se procede al secado del agua con calor. Se han formulado diferentes tipos de tintas según el tipo de impresión o de recubrimiento requerido.
El PEDOT:PSS es muy sensible a la radiación ultravioleta, así como a las altas temperaturas y a la humedad. Es por ello que se suele mezclar con estabilizadores ultravioletas para evitar una degradación demasiado rápida.

## Otros usos posibles
Su capacidad de aliarse con moléculas inorgánicas ha sido estudiada con el fin de extraer metales pesados como el cadmio de suelos contaminados. Por otro lado, su alta conductividad lo convierte en un posible candidato para reemplazar el ITO de los paneles solares, si consigue superarse su sensibilidad a la radiación ultravioleta.

## Toxicología
Un estudio sobre la toxicidad de PEDOT:PSS (utilizado como conductor en biosensores) no ha mostrado ninguna respuesta citotóxica cuando éste es implantado in vivo, permitiendo la proliferación y diferenciación celular.